# Villa Sinnenreich
Die Villa Sinnenreich – Museum der Wahrnehmung – ist ein interaktives Erlebnismuseum in Rohrbach-Berg, in dem an verschiedenen Stationen und Kunstobjekten Wahrnehmungsphänomene und Sinnestäuschungen erlebt werden können. Das Museum befindet sich in der 2002 bis 2004 umgebauten, denkmalgeschützten Poeschl-Villa (Listeneintrag).

## Geschichte
Das Museum ist in der 1922 vom Architekten Hugo Kathrein erbauten, heute denkmalgeschützten Villa des Lederfabrikanten Wilhelm Poeschl untergebracht. Das Gebäude wurde 1995 von der Stadtgemeinde Rohrbach erworben und ab 2002 durch das Architektenteam Arkade unter Franz Schauer zu einem interaktiven Museum umgebaut, das am 26. Juni 2004 eröffnet wurde. Zum Gebäude gehört eine weitläufige Parkfläche, die in die Ausstellungskonzeption integriert wurde.

## Konzeption und Attraktionen
Im Museum Villa Sinnenreich kann die Wahrnehmung aller Sinneseindrücke und Sinnestäuschungen selbstständig und interaktiv erfahren werden. Dazu wurden von der MuseumsInitiative Rohrbach (MIR) in Zusammenarbeit mit der Kunstuniversität Linz unter der Leitung von Elsa Prochazka über 50 Exponate und Attraktionen entwickelt, die auf 400 Quadratmetern Ausstellungsfläche im Museum und im umliegenden Park zu erleben sind. Zu den eingeladenen Künstlern und Künstlerinnen, die für das Museum Objekte und Attraktionen entwickelten, gehörten neben den Studierenden der Kunstuniversität u. a. Hans Polterauer, David Moises, Pepi Maier, Arthur Viehböck sowie die Künstlergruppen feld72 und mutual loop. Im Nachgang der Sonderausstellung „Im Fokus“ – Phänomene und Irritationen, die 2009 im Museum stattgefunden hat, wurden von der Stadtgemeinde Rohrbach-Berg für das Museum zwei weitere Exponate von Markus Riebe (Insekten – Luftkorridor über dem Museum) und von Martin Kaar (Kubus) angekauft und die Ausstellung integriert. Einige Exponate der Sonderausstellung „Wahrnehmungsphänome im Spiegel“ wurden ebenfalls in das Museum übernommen.
Zu den Hauptattraktionen des Museums zählen unter anderem:
- Essbare Eintrittskarten – zur Wahrnehmung des Geschmackssinn
- Mister Ohrlovsky: Aus dem Ohr des Objektes kann der eigene Herzschlag gehört werden.
- Barragans Haus (Ames-Raum): Die Größe des Menschen wird scheinbar stark verändert – vom Zwerg zum Riesen
- Betrunkener Würfel: Wahrnehmung von eigenartigen Gleichgewichtserfahrungen
- Explodierter Raum: Spiegelbild und Illusionen
- Die Welt steht kopf: Wahrnehmung mit den Umkehrbrillen
- Begehbares Kaleidoskop: Lichtinstallation mit endlosen Spiegelungen
- Feststehende Bilder scheinen sich zu drehen; eine rotierende Scheibe scheint stillzustehen.
- Hohlform des Rohrbacher Wappens: Illusion eines sich scheinbar bewegenden Würfels
- Fühlschiff: Entspannung ohne äußere Sinneseindrücke
- Spiegel-Oktogon: Bodenlabyrinths mit acht Spiegel

Das Museum nimmt regelmäßig mit Veranstaltungen am Internationalen Museumstag, Tag des Denkmals, der Langen Nacht der Museen und Internationalen Tag der Familie teil. Das Museum wurde im Februar 2023 in das Buch Top 111 Orte für Kinder in und um Linz, die man gesehen haben muss aufgenommen.

## Lage

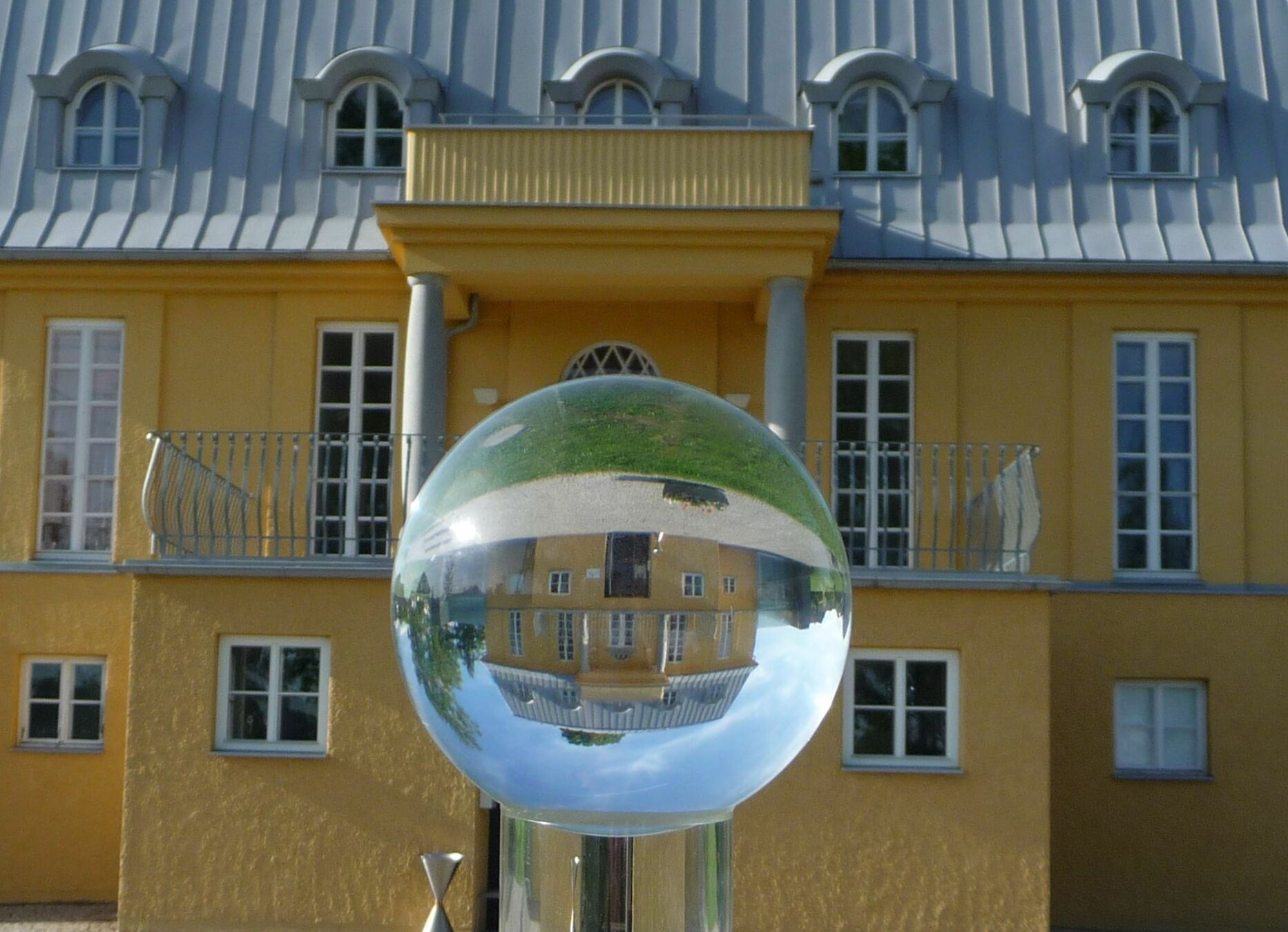
Spiegelung des Museums in der Glaskugel

Die Villa Sinnenreich befindet sich in Rohrbach-Berg, 500 m nördlich des Ortszentrums von Rohrbach. An der Villa beginnt ein 6 km langer Rundwanderweg durch das Obere Mühlviertel mit 29 Stationen zur Förderung der Wahrnehmung, der unabhängig von den Öffnungszeiten des Museums begangen werden kann. Das Museumsangebot wird des Weiteren durch 14 Outdoor-Exponate im Park der Villa und auf dem Kinderspielplatz ergänzt, zu denen unter anderem eine Wasserspringschale, ein Beuchet-Stuhl, eine Archimedische Schraube, ein Litho- und Dendrophon, eine Würfelillusion und eine begehbare Venusblume zählen.

## Sonderausstellungen
Im Museum finden jährlich Sonderausstellungen, meist mit einer regionalen Thematik statt:
- "Humanimal" - Menschliches & Tierisches oder beides (2025)
- Malcolm Poynter - "Fische - Meer - Umwelt" (2024)
- 150 Jahre organisiertes Feuerwehrwesen in der Stadtgemeinde Rohrbach-Berg (2023)
- ...so bunt wie das Leben – Ausstellung mit Werken von Alfons Schwarzmann (2022)
- 700 Jahre Markt Rohrbach (2020)
- der.suchende.blick – lenticular fotos von Günter Mitasch (2019)
- Spielzeug aus vergangenen Tagen (2018)
- „Sichtweisen“ von Gerlinde Hasenberger (2017)
- „Das Mühlviertel meiner Kindheit“ von Christine Ortner (2016)
- Ursprung und Einheit Heinz Möseneder und Leben und Werk des Adolf Wagner von der Mühl (1884–1962) – zwei Rohrbacher akademische Bildhauer  (2015)
- „Körperlandschaften – Naturlandschaften“ von Hannes Lumpelegger (2014)
- „Spuren des Lebens“ von Gertraud Waidhofer (2013)
- 300 Jahre Ledererzeugung in Rohrbach (2012)
- „Wahrnehmungsphänomene im Spiegel“ (2011)
- „Vom Hopfen zum Biergenuss anno dazumal“ (2010)
- „Im Fokus“ – Phänomene und Irritationen (2009)
- 120 Jahre Mühlkreisbahn (2008)
- Schmetterlinge aus unserem Bezirk - eine Sammlung von Hermann Pröll und „25 Jahre Portrait-Zeichengruppe Aigen“ (2007)
- „Unter Strom“ – Polterauer und Wöss (2006)
- Adalbert Stifter-Ausstellung (2005)